# بيتار سباسيتش
بيتار سباسيتش هو لاعب كرة قدم صربي في مركز الدفاع، ولد في 18 يناير 1992 في Smederevska Palanka ‏ في صربيا. لعب مع نادي تشوكاريتشكي.

## وصلات خارجية
- بيتار سباسيتش على موقع قاعدة بيانات كرة القدم.إي يو (الإنجليزية)
- بيتار سباسيتش على موقع Soccerway.com (الإنجليزية)